# گایانه جاغاتسپانیان
گایانه آزاتی جاغاتسپانیان (ارمنی: Գայանե Ազատի Ջաղացպանյան؛ انگلیسی: Gayane Jaghatspanyan زادهٔ ۱۵ ژانویهٔ ۱۹۴۵) نوازنده پیانو اهل ارمنستان است.

## زندگی‌نامه
وی در ۱۵ ژانویهٔ ۱۹۴۵ ‏ در ایروان به دنیا آمد و از کنسرواتوار دولتی کومیتاس ایروان (۱۹۶۷) فارغ‌التحصیل گشت. وی خواهر کارینه جاغاتسپانیان می‌باشد. وی در کالج دولتی موسیقی رومانوس ملیکیان (۱۹۹۲–۱۹۶۸) و کنسرواتوار دولتی کومیتاس ایروان (۱۹۹۲–۱۹۶۹) فعالیت کرده است. 